# XXX (álbum de Asia)
XXX (se pronuncia Triple X o Thirty) es el duodécimo álbum de estudio de la banda británica de rock progresivo Asia y fue publicado en 2012.   Este álbum es el tercero desde la reunión de los cuarto miembros originales de la banda en 2006 y quinto en incluir a los mismos (John Wetton, Geoff Downes, Carl Palmer y Steve Howe), contando también Asia y Alpha.
Al igual que sus antecesores Phoenix y Omega, XXX fue lanzado en fechas distintas según la región; fue publicado primero en Japón por Marquee Inc./Avalon el 21 de junio, después en Europa el 29 del mismo mes y en la Gran Bretaña el 2 de julio, ambos por la discográfica Frontiers Records y por último en los Estados Unidos por su filial Frontiers America un día después, todos en 2012.
Este álbum fue nombrado con el número romano «XXX», en conmemoración de los treinta años del lanzamiento de su álbum debut en 1982. El arte y logo de portada fueron creados por Roger Dean.
Este álbum se colocó en la 134.º posición del Billboard 200 el 21 de julio de 2012, aunque esta no fue la única lista en la que entró del Billboard, puesto que se colocó en las listas Rock Albums, Independent Albums y Tastemaker Albums en los lugares 45.º, 21.º y 9.º respectivamente.
En el Reino Unido, XXX también entró en las listas de popularidad y se ubicó en el lugar 69.º del UK Albums Charts el 14 de julio de 2012. Este álbum alcanzó la posición más alta en dicha lista desde Astra en 1985.

## Formatos
XXX fue publicado en tres distintas formas: en disco compacto, la edición de lujo en digipak, y la edición especial en disco de vinilo. La edición de lujo en digipak se conforma de un combo de disco compacto que contiene dos canciones extras; «Reno (Silver and Gold)» y «I Know How You Feel» (re-mezlado) más un DVD que incluye los videoclips de «Face on the Bridge» y «Faithful» y un documental de la realización de XXX. La versión japonesa de digipak, además de incluir todo lo anterior, enlista una versión orquestral de la canción «Faithful». El disco de vinilo fue una edición limitada y especial.

## Sencillos
«Face on the Bridge» fue publicado como el primer sencillo promocional del álbum en formato digital y en disco compacto el 14 de mayo de 2012, más de un mes antes de la publicación de XXX.

## Lista de canciones

### Edición de disco compacto
| Side one |                       |                              |          |  |
| N.º      | Título                | Escritor(es)                 | Duración |  |
| 1.       | «Tomorrow the World»  | John Wetton / Geoff Downes   | 6:47     |  |
| 2.       | «Bury Me in Willow»   | Wetton / Downes              | 6:01     |  |
| 3.       | «No Religion»         | Wetton / Downes / Steve Howe | 6:36     |  |
| 4.       | «Faithful»            | Wetton / Downes              | 5:37     |  |
| 5.       | «I Know How You Feel» | Wetton / Downes              | 4:53     |  |
| 6.       | «Face on the Bridge»  | Wetton / Downes              | 5:59     |  |
| 7.       | «Al Gatto Nero»       | Wetton / Downes              | 4:36     |  |
| 8.       | «Judas»               | Wetton / Downes / Howe       | 4:43     |  |
| 9.       | «Ghost of a Chance»   | Wetton / Downes              | 4:21     |  |

### Edición de lujo en formato digipak

#### Disco compacto
| Side one |                                                                |                        |          |  |
| N.º      | Título                                                         | Escritor(es)           | Duración |  |
| 1.       | «Tomorrow the World»                                           | Wetton / Downes        | 6:47     |  |
| 2.       | «Bury Me in Willow»                                            | Wetton / Downes        | 6:01     |  |
| 3.       | «No Religion»                                                  | Wetton / Downes / Howe | 6:36     |  |
| 4.       | «Faithful»                                                     | Wetton / Downes        | 5:37     |  |
| 5.       | «I Know How You Feel»                                          | Wetton / Downes        | 4:53     |  |
| 6.       | «Face on the Bridge»                                           | Wetton / Downes        | 5:59     |  |
| 7.       | «Al Gatto Nero»                                                | Wetton / Downes        | 4:36     |  |
| 8.       | «Judas»                                                        | Wetton / Downes / Howe | 4:43     |  |
| 9.       | «Reno (Silver and Gold)» (canción extra)                       | Wetton / Howe          | 5:15     |  |
| 10.      | «Ghost of the Chance»                                          | Wetton / Downes        | 4:21     |  |
| 11.      | «I Know How You Feel» (mezcla de medianoche) y (canción extra) | Wetton / Downes        | 5:23     |  |

#### Versión japonesa
| Side one |                                 |                 |          |  |
| N.º      | Título                          | Escritor(es)    | Duración |  |
| 12.      | «Faithful» (versión orquestral) | Wetton / Downes | 5:37     |  |

#### DVD
| Side one |                                             |          |  |
| N.º      | Título                                      | Duración |  |
| 1.       | «Face on the Bridge» (vídeo musical)        | 4:33     |  |
| 2.       | «Faithful» (vídeo musical)                  | 4:34     |  |
| 3.       | «La realización de XXX» (detrás de cámaras) | 20:33    |  |

## Créditos

### Asia
- John Wetton — voz y bajo
- Geoff Downes — teclado
- Carl Palmer — batería y percusiones
- Steve Howe — guitarra acústica, guitarra eléctrica y steel guitar

### Personal técnico
- Mike Paxman — productor
- Steve Rispin — ingeniero de sonido
- Estudios Liscombe Park — grabación
- Mark ‹Tuffy› Evans y Estudios Wispington — mezcla
- Secondwave — masterización
- Roger Dean — diseñador del arte y logo de portada
- Michael Inns — fotógrafo
- Kate Haynes — trabajo de computadora
- Bruce Pilato — encargado de mercadotecnia y relaciones públicas
- Patzi Cacchio — asistente de producción
- Maria Lundi — asistente de producción
- Nathan Parsons — asistente de producción
- Val Pianezzi — asistente de producción
- Adam Sargent — asistente de producción

## Posicionamiento
| País           | Lista                | Posición máxima |
| -------------- | -------------------- | --------------- |
| Alemania       | Media Control Charts | 33.º            |
| Bélgica        | Top 200              | 134.º           |
| Estados Unidos | Billboard 200        | 134.º           |
| Estados Unidos | Independent Albums   | 21.º            |
| Estados Unidos | Rock Albums          | 45.º            |
| Estados Unidos | Tastemaker Albums    | 9.º             |
| Reino Unido    | UK Albums Charts     | 69.º            |
| Suecia         | Top 100              | 39.º            |
| Suiza          | Top 100              | 43.º            |